# Leiotettix viridis
Leiotettix viridis är en insektsart som beskrevs av Bruner, L. 1906. Leiotettix viridis ingår i släktet Leiotettix och familjen gräshoppor. Inga underarter finns listade i Catalogue of Life.